# Tina Blau
Tina Blau, más tarde Tina Blau-Lang (15 de noviembre de 1845 - 31 de octubre de 1916) fue una pintora de paisajes austriaca.

## Trayectoria
Se convirtió en pintora gracias al apoyo de su padre. Recibió lecciones, sucesivamente, con August Schaeffer y Wilhelm Lindenschmit en Munich (1869-1873).También estudió con Emil Jakob Schindler y compartieron un estudio de 1875 a 1876, pero supuestamente dejaron de hacerlo después de una pelea. Más tarde, en la colonia de arte del Castillo de Plankenberg, cerca de Neulengbach, volvió a ser su alumna brevemente.
En 1883, se convirtió del Judaísmo a la Iglesia Evangélica Luterana y se casó con Heinrich Lang, un pintor especializado en caballos y escenas de batalla. Se mudaron a Munich donde, desde 1889, enseñó pintura de paisajes y bodegones en la Münchner Künstlerinnenverein  (Asociación de Mujeres Artistas de Munich). En 1890 se llevó a cabo allí su primera gran exposición. Blau expuso su trabajo en el Palacio de Bellas Artes en la Exposición Mundial Colombina de 1893 en Chicago, Illinois.
Tras la muerte de su marido, pasó diez años viajando por Holanda e Italia. Después de su regreso fundó un estudio en Rotunde. En 1897, junto a Olga Prager, Rosa Mayreder y Karl Federn, ayudó a fundar la "Wiener Frauenakademie", una escuela de arte para mujeres, donde enseñó hasta 1915.
Pasó su último verano trabajando en Bad Gastein, después fue a un sanatorio en Viena para un examen médico. Allí murió de un paro cardíaco. Le concedieron un "Ehrengrab" (Tumba de Honor) en el Zentralfriedhof. La Viena Künstlerhaus subastó su propiedad y realizó una gran retrospectiva en 1917.

## Galería de imágenes

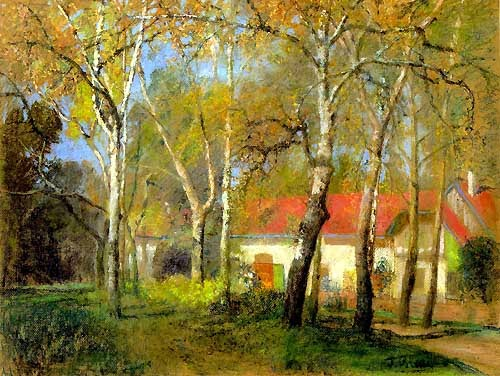
Trabennstall
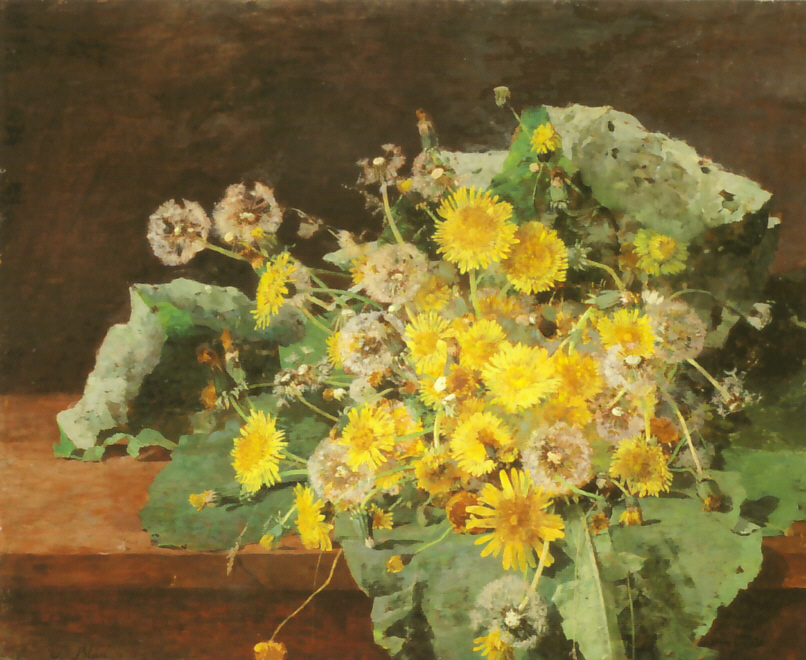
Blühender Löwenzahn
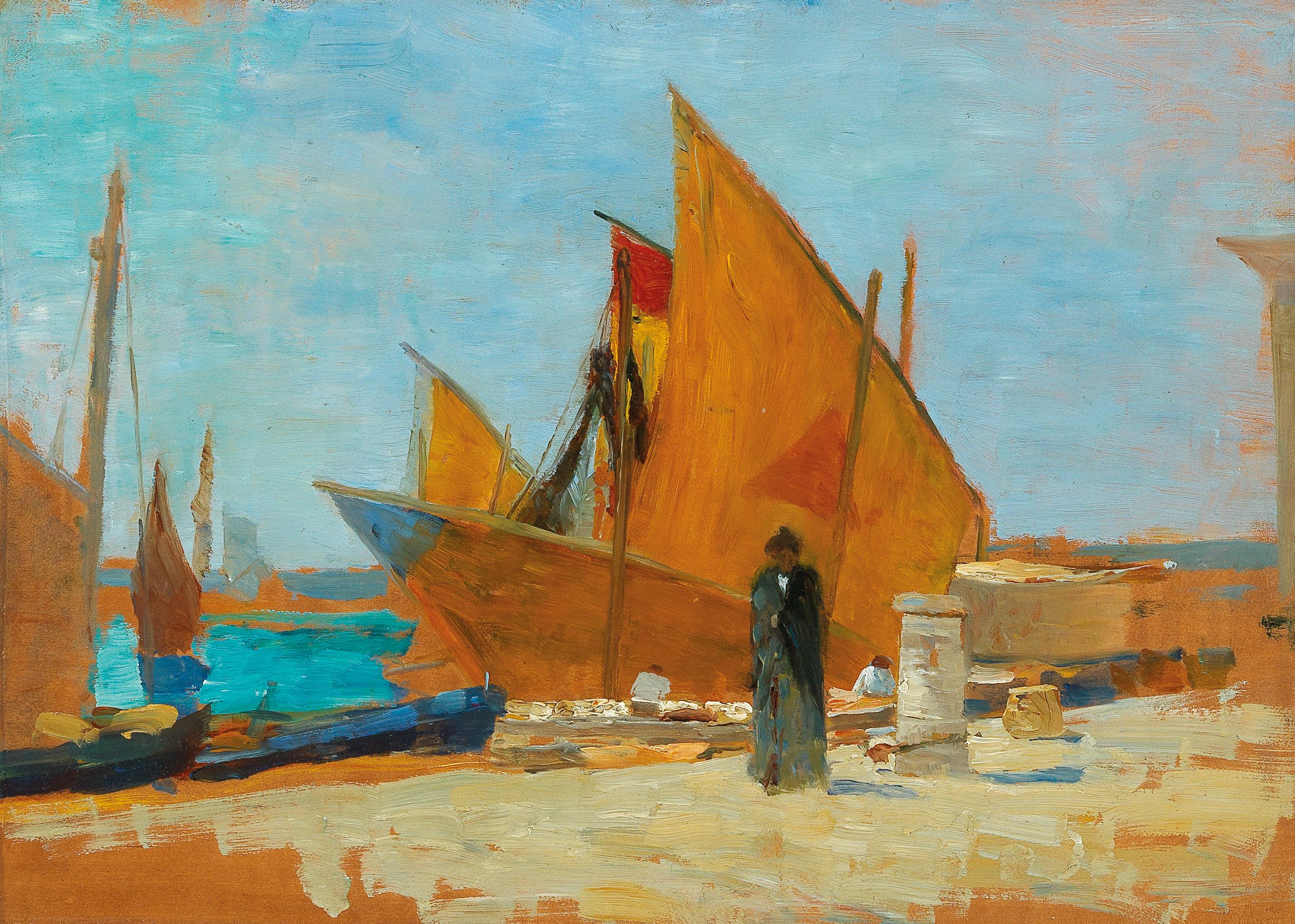
Yellow sails
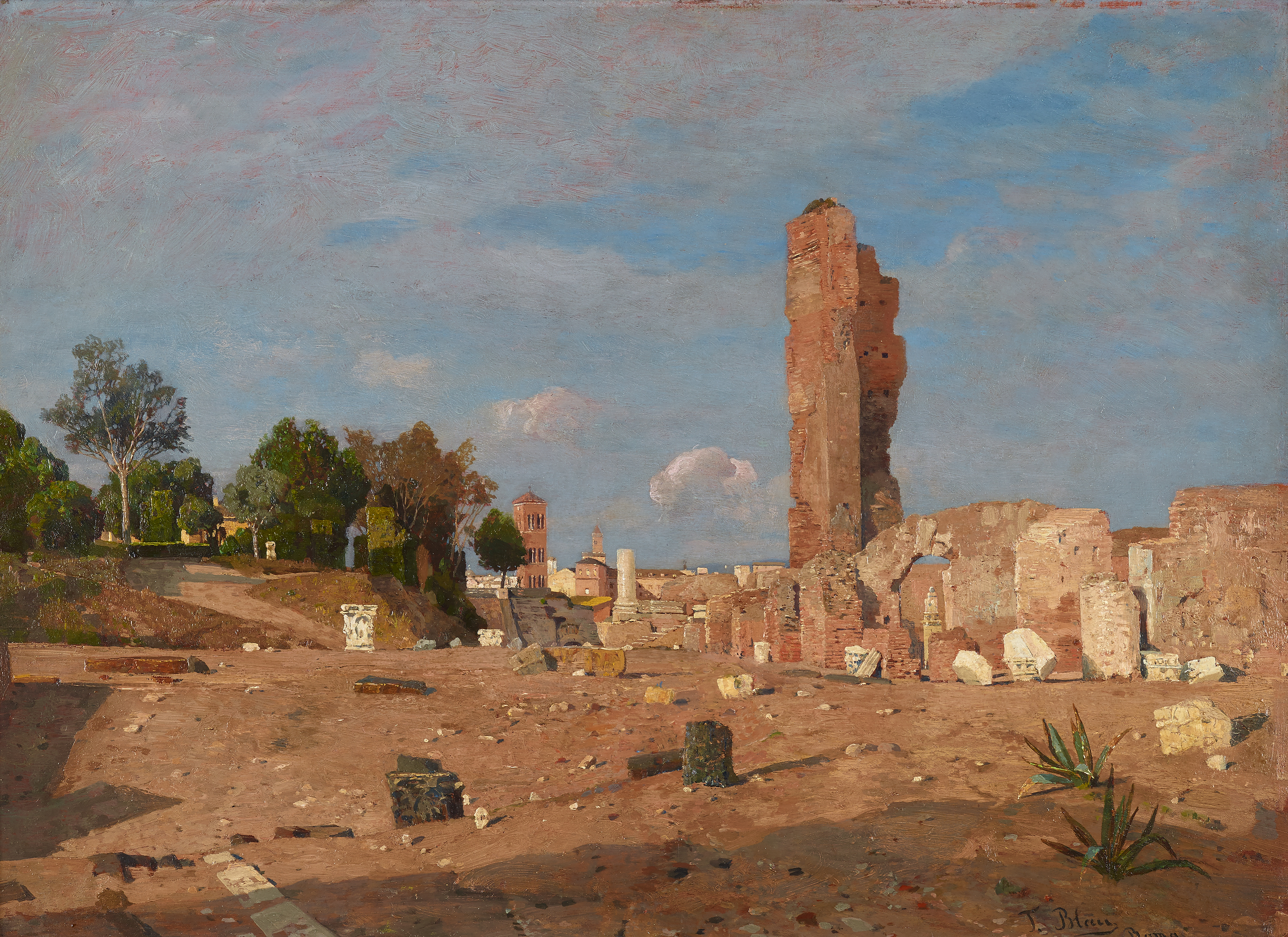
Spätnachmittag am Palatin
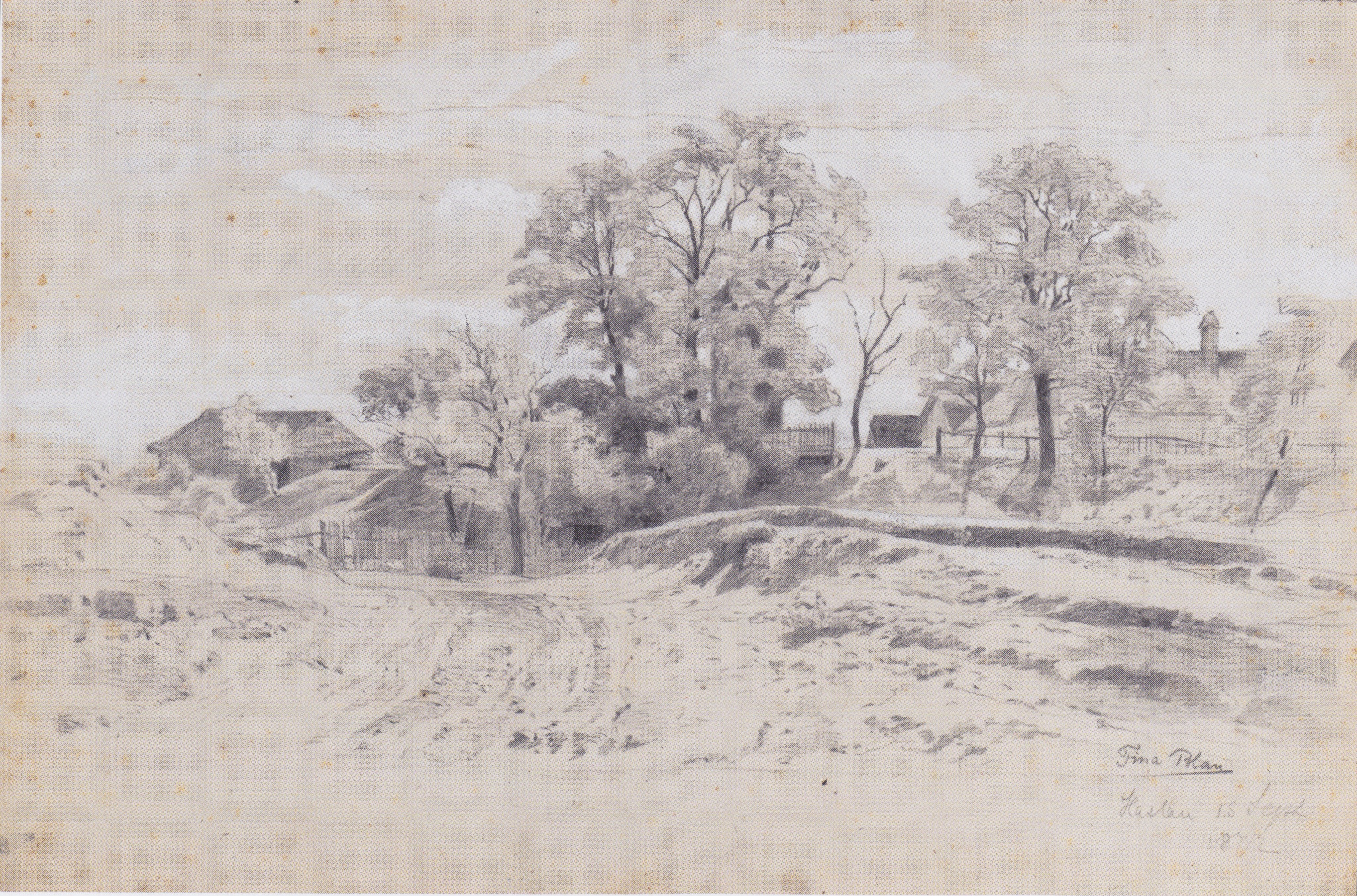
Ansicht von Haslau
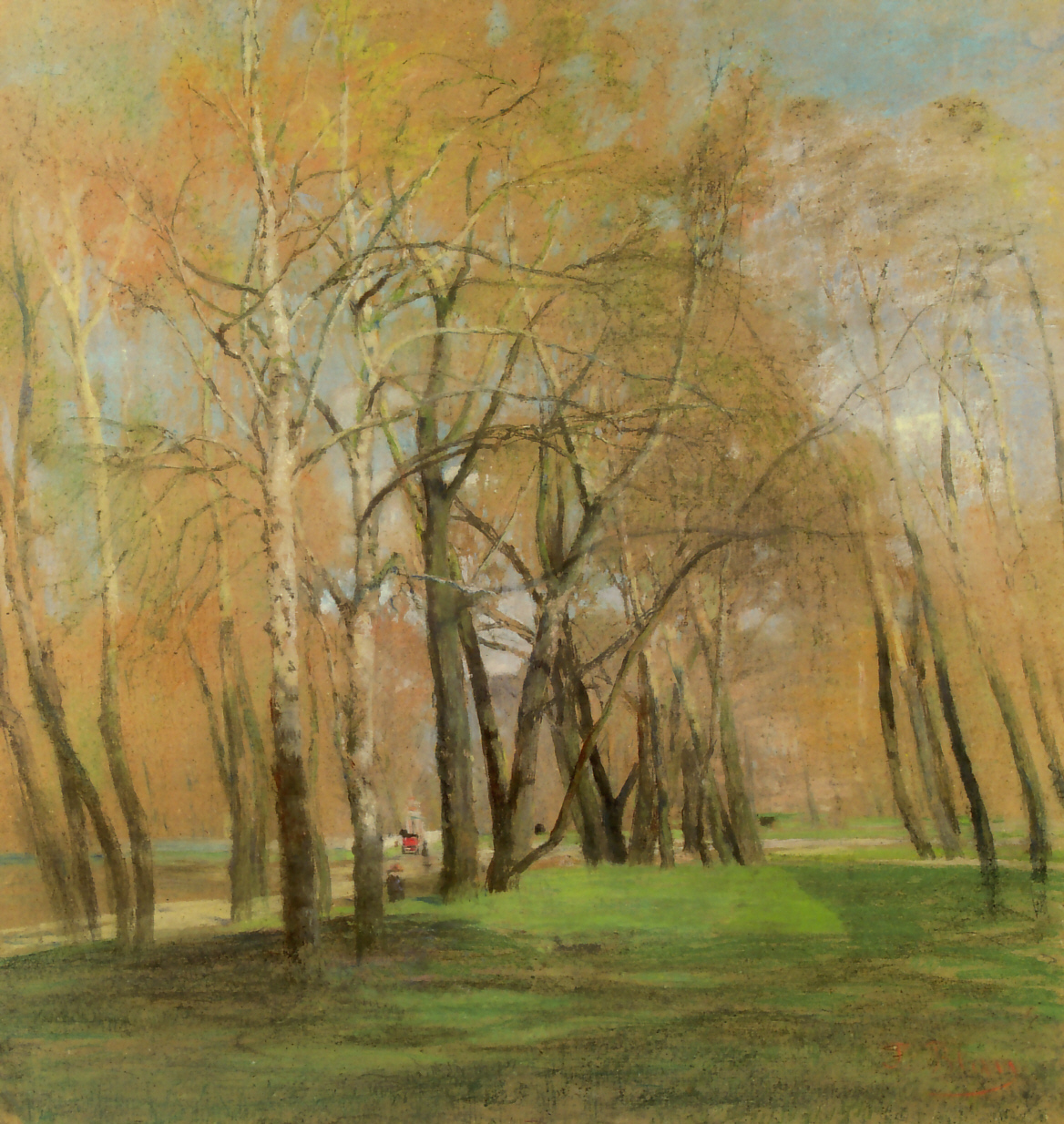
Aus dem Prater
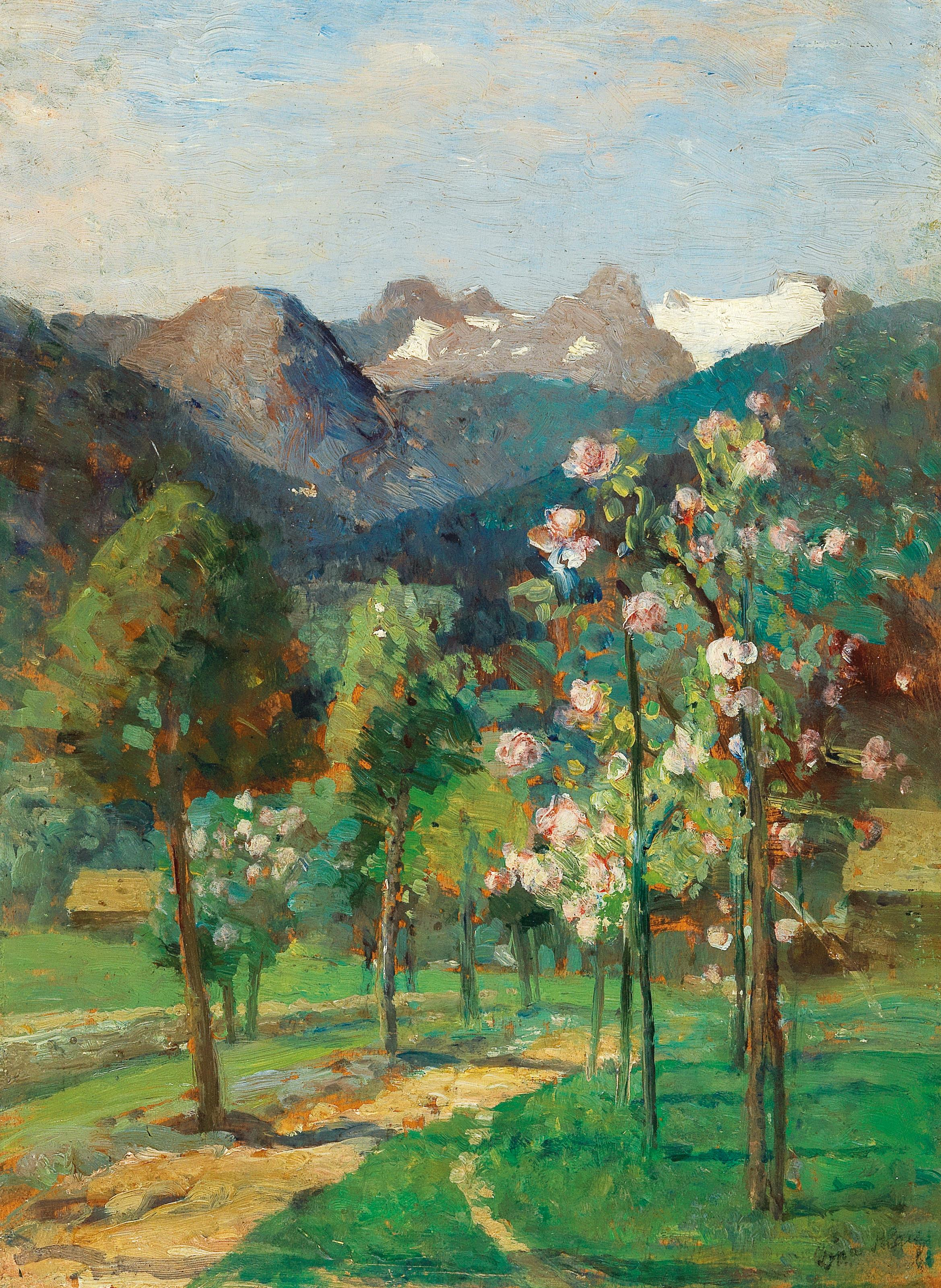
Altaussee
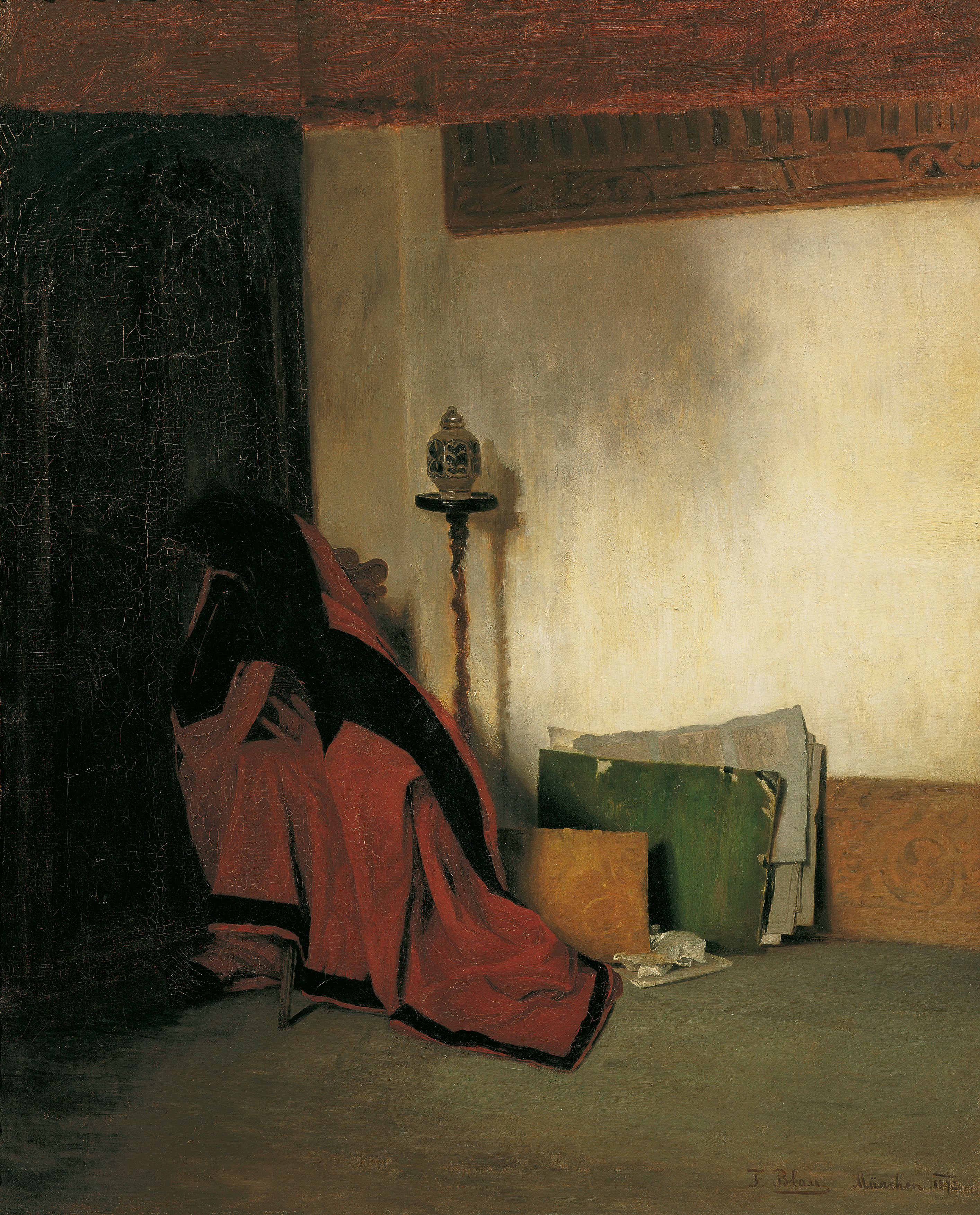
Atelierecke